# Pixie
Pour les articles homonymes, voir Pixie (homonymie).

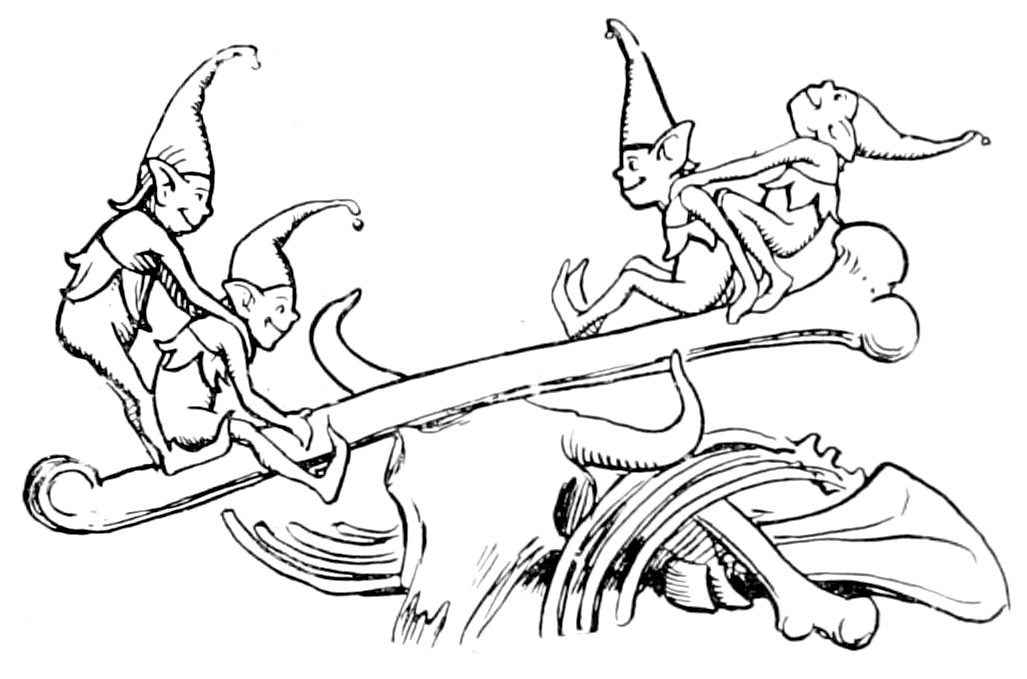
Des pixies (illustration de More English Fairy Tales de John Dickson Batten, 1894).

Les pixies (également appelées piskies et pigsies dans les Cornouailles) sont des créatures légendaires du folklore britannique, censées être très répandues dans les landes du Devon et des Cornouailles, d'où l'idée d'une origine celtique pour le mot et la croyance. Apparentées aux Aos Sí d'Irlande et d'Écosse, les pixies sont des lutins censés habiter des sites antiques – cercles de pierres, tumulus, dolmens, forts circulaires, pierres debout. Selon la tradition, les pixies sont de petite taille et ont une apparence enfantine, ils aiment danser et se battre. Toutes ces caractéristiques sont des conventions de l'ère victorienne et ne font pas partie de l'ancien folklore.

## Étymologie
L'origine du nom pixie est incertaine. Certains auteurs prétendent qu'il vient du terme dialectal suédois pyske, « petite fée ». D'autres contestent cette hypothèse, affirmant qu'en raison de l'origine cornouaillaise des pixies, il est plus probable que le terme soit d'origine celtique même si l'on ne lui connaît aucun ancêtre direct.
Le folklore des pixies semble être antérieur à l'arrivée du christianisme en Grande-Bretagne. À l'ère chrétienne, ces lutins furent parfois présentés comme étant les âmes des enfants morts sans avoir été baptisés. Vers le milieu du XIXe siècle, les pixies furent associés aux Pictes, lesquels peignaient ou tatouaient leur peau de motifs en bleu, pratique que l'on retrouve parfois chez les pixies. Cette association est encore faite par des auteurs contemporains mais le lien n'est pas établi et l'étymologie est douteuse. Certains chercheurs du XIXe siècle ont associé les pixies au puck, créature fabuleuse parfois décrite comme étant une fée. Le terme puck est toutefois d'origine incertaine.
Une origine scandinave ou baltique est probable.

## Caractéristiques
Les pixies revêtent des formes diverses dans le folklore et la fiction.
Ils sont souvent mal habillés ou carrément nus. L'absence de mode fut soulignée par l'écrivain fantastique Rachael de Vienne, en ce sens que les pixies sont généralement nus, même s'ils sont sensibles à la nécessité d'une couverture. William Crossing note que les pixies ont une prédilection pour les belles parures : « En effet, une sorte de faible pour les beaux atours existe chez eux, et un bout de ruban semble en être […] très prisé . ». Dans le livre de Mme de Vienne, le personnage principal, un enfant de pixie, se ravit d'un ruban fait avec la chemise de son père.
On dit de certains pixies qu'ils volent les enfants ou égarent les voyageurs. Ces caractéristiques semblent provenir d'un croisement avec le folklore des fées et être sans rapport avec les pixies. En 1850, Thomas Keightley faisait observer que beaucoup de pixies du Devon étaient peut-être issus du folklore des fées. On dit aussi que les pixies récompensent ceux qui leur accordent leur attention et qu'ils punissent les humains qui ne s'intéressent pas à eux. Thomas Keightley en donne des exemples. Par leur présence, ils apportent des bénédictions à ceux qui les aiment.
Les pixies sont attirés par les chevaux, les montant pour le plaisir et entortillant des boucles dans la crinière de leur monture. Ce sont de « grands explorateurs connaissant bien les grottes de l'océan, les sources cachées des ruisseaux et les recoins du pays ».
Certains auteurs trouvent que les pixies sont d'origine humaine, ou du moins « participent de la nature humaine », à la différence des fées dont la mythologie remonte à des esprits malins. Dans certaines discussions, les pixies sont présentés comme étant des créatures sans ailes, semblables aux pygmées. C'est probablement un ajout tardif à leur folklore.
Un érudit britannique, C. Spence Bate, affirma que « les pixies étaient évidemment une petite race et, d'après la grande obscurité des contes […] à leur sujet », qu'« ils avaient été une des premières races ».

## Cornouailles et Devon
Avant le milieu du XIXe siècle, les pixies et les fées étaient pris au sérieux dans nombre de villages de Cornouailles et du comté de Devon. Les livres consacrés aux croyances de la paysannerie sont remplis de manifestations de pixies. Certains lieux portent le nom des pixies auxquels ils sont associés. Dans le Devon, près de Challacombe, un amas de rochers porte le nom des pixies qu'on dit y habiter. Dans certaines régions, la croyance en l'existence des fées et des pixies persiste encore.
Dans les légendes associées à la région du Dartmoor, les pixies (ou piskeys) se déguisent en paquet de chiffons pour attirer les enfants dans leurs jeux. Les pixies de Dartmoor aiment la musique, la danse, et monter de jeunes poulains. Ces pixies sont généralement serviables à l'égard des humains, parfois ils aident les veuves dans le besoin ainsi que d'autres personnes dans leurs travaux ménagers.
Dans le Devon, les pixies sont petits au point d'en être invisibles et sont inoffensifs pour l'homme ou amicaux à son égard. Cependant, dans certaines légendes et récits historiques, on leur attribue une stature quasiment humaine. Ainsi, un membre de la famille Elford à Tavistock se cacha pour échapper aux troupes d'Olivier Cromwell dans une maison de pixies. Bien que l'entrée se soit rétrécie avec le temps, la maison, une caverne naturelle du village de Sheepstor, est toujours accessible.
À Buckland St Mary dans le Somerset, les fées et les pixies se sont livré bataille. Les pixies, victorieux, se rendent encore sur le lieu de l'affrontement tandis que les fées l'auraient quitté après leur défaite.
À partir du début du XIXe siècle, leurs rapports avec les humains s'amenuisent. Dans le livre de Samuel Drew sur l'histoire des Cornouailles, on trouve l'observation suivante : « L'ère des Pixies, comme celle de la chevalerie, est révolue. Il se peut fort bien qu'il n'existe plus, à l'heure actuelle, de maisons qu'ils soient censés hanter. Même les champs et les voies qu'ils ont anciennement fréquentés semblent presque abandonnés. On entend rarement leur musique. »

## Littérature
À l'époque victorienne, beaucoup de poètes voyaient les pixies comme des êtres magiques, ainsi l'Américain Samuel Minturn Peck qui, dans son poème The Pixies, écrit :
« ‘Tis said their forms are tiny, yet

All human ills they can subdue,

Or with a wand or amulet

Can win a maiden’s heart for you;

And many a blessing know to stew

To make to wedlock bright;

Give honour to the dainty crew,

The Pixies are abroad tonight. »
La poétesse anglaise de la fin du XIXe siècle Nora Chesson a résumé assez bien la mythologie des pixies dans un poème intitulé The Pixies. Elle a rassemblé et mis en vers toutes les spéculations et fables à leur sujet :
« Have e’er you seen the Pixies, the fold not blest or banned?

They walk upon the waters; they sail upon the land,

They make the green grass greener where’er their footsteps fall,

The wildest hind in the forest comes at their call.

They steal from bolted linneys, they milk the key at grass,

The maids are kissed a-milking, and no one hears them pass.

They flit from byre to stable and ride unbroken foals,

They seek out human lovers to win them souls.

The Pixies know no sorrow, the Pixies feel no fear,

They take no care for harvest or seedtime of the year;

Age lays no finger on them, the reaper time goes by

The Pixies, they who change not, grow old or die.

The Pixies though they love us, behold us pass away,

And are not sad for flowers they gathered yesterday,

To-day has crimson foxglove.

If purple hose-in-hose withered last night

To-morrow will have its rose. »
Elle met le doigt sur tous les aspects essentiels, y compris les ajouts plus modernes. Les pixies sont « entre deux », ni maudits par Dieu ni particulièrement bénis. Ils font ce à quoi on ne s'attend pas, ils bénissent le pays. Ce sont des créatures de la forêt que les créatures sauvages trouvent attirantes et non menaçantes. Ils aiment les humains, qu'ils prennent parfois pour compagnons. Ils sont presque sans âge. Ils sont ailés et volent de lieu en lieu.
La « fête des pixies » (Pixie Day), qui se tient en juin de chaque année dans sa ville natale de Ottery St Mary dans le Devon, a inspiré à Samuel Taylor Coleridge son poème Song of the Pixies.
À l'époque victorienne, l'écrivain Mary Elizabeth Whitcombe divisa les pixies en tribus en fonction de leur personnalité et de leurs mœurs. Eliza Ann Bray a suggéré que les pixies et les fées sont deux espèces bien distinctes.

## Dans la fiction

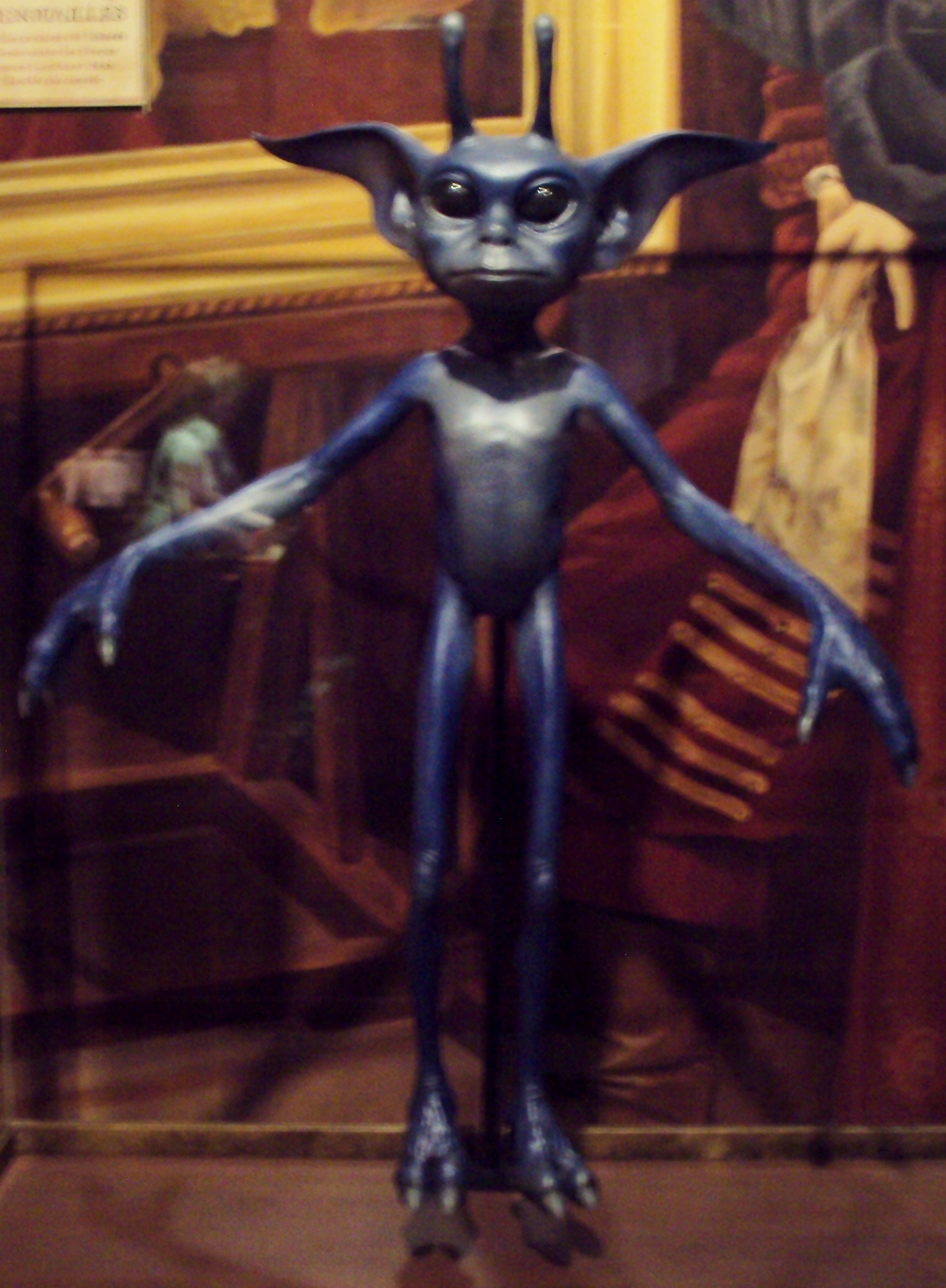

- Dans Peter Pan, la Fée Clochette est décrite sous les traits d'un pixie.
- Dans l'Univers de Harry Potter, les pixies sont de petites créatures bleues volantes et espiègles. Leur nom a été traduit en français par « lutins de Cornouailles ». Les pixies apparaissent dans Harry Potter et la Chambre des secrets.
- Dans la BD Pixie, les pixies apparaissent aux tomes 2 et 3.
- Dans l'univers Marvel, trois personnages portent ce nom : Pixie des X-Men, Pixie des Morlocks et Pixie des Éternels.
- Dans la série de jeux vidéo Megami Tensei.
- Les pixies ont servi d'aides au Père Noël dans le roman de L. Frank Baum de 1902 : La Vie et les Aventures du Père Noël ainsi que dans une nouvelle de 1904, A Kidnapped Santa Claus (Le kidnapping du Père Noël).
- Dans les œuvres de Holly Black, les pixies sont à peau verte, à taille humaine avec des ailes chatoyantes. Ils ont un certain prestige et pouvoir de séduction.
- Dans la série Artemis Fowl de Eoin Colfer, les pixies sont l'une des nombreuses espèces magiques qui ont été chassées comme proies par l'homme.
- Dans la série Rachel Morgan de Kim Harrison, Rachel, une sorcière, travaille en étroite collaboration avec Jenks, un lutin-pixie, pour retrouver les disparus, enregistrer différentes créatures, récupérer les objets volés, etc. Jenks, son épouse, et toute sa nombreuse famille habitent et protègent le jardin de Rachel.
- Dans la série de romans de Terry Pratchett, Discworld, les tomes The Wee Free Men et A Hat Full of Sky disposent d'une race de fées nommées Pictsies, qui ressemblent fortement aux pixies.
- Au Royaume-Uni, le groupe de rock Alien Stash Tin a dans son album 2007 une courte chanson intitulée Bingo The Magic Pixie en tant que bonus track. Bingo est décrit comme « vivant seul et faisant du vin de champignon qu'il partage avec ses amis ».
- Dans Pixie Warrior de Rachael de Vienne, les pixies sont des femmes avec des ailes de la couleur de leurs émotions. Elles cherchent un mari parmi les humains. Elles mesurent en moyenne quatre pieds de hauteur et ont une gestation de deux semaines.
- Dans la série de dessins animés Mes parrains sont magiques, dans certains épisodes, les pixies essaient de contrôler le monde magique (seulement dans les épisodes avec les anciennes voix, dans les nouveaux, les pixies ont été remplacées par les gnomes).
- Dans l'épisode 6 (The Changeling) de la saison 3 de la série Merlin, la gouvernante de la princesse Elena est une pixie.
- Dans Entropia Universe, la pixie est une armure légère destinée surtout aux nouveaux arrivants. La panoplie coûte à peu près 25 PED.
- Dans les livres-jeux des séries Défis fantastiques et Sorcellerie ! (univers de Titan), les pixies apparaissent dans La Citadelle du chaos, La Cité des pièges et Les Spectres de l'angoisse. Le terme a été traduit en français par « lutin » dans les deux premiers ouvrages (mais le terme « lutin » sert aussi de traduction à sprite dans Temple de la terreur et La Cité des pièges), et par « piksi » dans le troisième.
- Dans la série Charmed (le reboot), les trois sœurs affrontent une pixie dans l'épisode 13 de la saison 1 intitulé Manic Pixie Nightmare.